# András Duma-István
András Duma-István (n. 27 noiembrie 1955, Cleja, regiunea Bacău, România) este un poet și folclorist român și maghiar de origine ceangăiască.

## Biografie
András Duma-István, inițial Andrei Duma, s-a născut în anul 1955 în Cleja, Bacău într-o familie de origine ceangăiască. A urmat școala în limba română, dar a deprins și dialectul ceangăiesc al limbii maghiare de la părinții acestuia, cu ortografia maghiară până la un nivel. După propriile declarații, a învățat să citească și să scrie singur în maghiară. A lucrat ca metalurgist și apoi s-a retras la Cleja pentru a practica agricultura, devenind ulterior poet, unde creațiile sale au păstrat dialectul original al locului. Tot ca poet local a existat anterior Demeter Lakatos, ce inițial nu cunoscuse limba maghiară și ce se remarcase ca primul poet ceangău, Duma fiind socotit de anumiți autori ca fiind o „reîncarnare” a acestuia.

### Activitate civică
A fost organizatorul Asociației Maghiarilor Ceangăi din Moldova (în maghiară Moldvai Csángómagyarok Szövetsége) cu sediul la Bacău și fondatorul și copreședintele Fundației Siret-Cleja (1999, în maghiară Szeret-Klézse Alapítvány) care patronează Klézse Magyar Ház („Casa Maghiară din Cleja”) și Petrás Incze János Tájmúzeum („Muzeul local Petrás Incze János”). Din anul 1997 (sau 1998, ori 2000) a editat revista bilingvă maghiaro-română Mi magunkról („Noi despre noi”) a filialei din Cleja a Asociației Maghiarilor Ceangăi din Moldova. Acesta organizează tabere de copii în Ungaria. Este unul dintre inițiatorii predării limbii maghiare din regiunea Moldova. Îndeplinește funcția de consilier în Uniunea Cadrelor Didactice Maghiare din România⁠(d) (UCDMR, în maghiară Romániai Magyar Pedagógusok Szövetsége, RMPSZ).
Asigură cazarea a trei sau patru studenți ceangăi care studiază la o universitate maghiară în Cluj-Napoca.

### Activitate literară și de cercetare
Poetul István Ferenczes⁠(d) (laureat al Premiului Attila József), editorul și autorul prefeței volumului Én országom Moldova (2000), a declarat că:
„Au trecut mai bine de patru ani de când cunosc aceste poezii. Trebuie să recunosc că la început am fost interesat doar de limbaj, gândindu-mă la textele sale ca la un fel de miracol lingvistic. Apoi, încet-încet, le-am descoperit profunzimea. Acest om gândește, meditează, se zbate, agonizează în fața marilor întrebări ale vieții, suferă în fața întrebărilor de viață-moarte-iubire ale destinului uman, se macină între paradoxurile trecerii și supraviețuirii, ca toți creatorii care vor ceva diferit și mai bun... András Duma István a făcut școala românească, a început să învețe să citească în limba maghiară ca adult din cărțile de rugăciuni maghiare care încă se mai găsesc în lume... Limba maghiarilor ceangăi este limba care a păstrat maghiara medievală premodernă până în secolul al XX-lea.”
Acesta își compune poeziile într-o limbă și o abordare arhaică și originală ceangăiască, remarcându-se ca primul moldovean care i-a descris pe ceangăi în acest mod. De asemenea, acesta aparține și fenomenului de revitalizare a limbii și de salvare a culturii maghiare în Moldova și implicit de apariție și dezvoltare a literaturii ceangăiești maghiare în Moldova. Din acest motiv, publicarea poeziei a fost salutată în primul rând dintr-o perspectivă politică și nu estetică.
În volumul Csángó mitológia (2005) a dezbătut printre altele și utilizarea motivelor runice în portul popular ceangăiesc (în maghiară Rovásmaradékok a keptárón), ale căror semnificație le-a descrifrat parțial. Autorul prefeței cărții, Attila Sántha⁠(hu)[traduceți], a numit aspectul ca „realism mitic”, iar opera lui Duma o carte introductivă în mitologia ceangăiască, culeasă de la persoane în vârstă și care s-a transmis în timp prin moașe sau vindecători. De asemenea, Duma a respins teoria anumitor autori maghiari potrivit cărora kerpa, desemnat ca batic la femeile maghiare din Moldova, ar proveni etimologic din românescul cârpă, întrucât termenul există local și desemnează cercul din lemn de împletit părul la femei. A respins de asemenea și analogia autorilor români făcută porturilor ceangăiesc maghiar vechi și românesc moldovenesc, întrucât tiparele sunt diferite. Autorul a căutat originea unor credințe supraviețuitoare în perioada păgână, pe care le-a cercetat până la apariția romano-catolicismului. A descris pentru prima dată prezența și rolul pietrelor de protecție cu forme de lumânare aprinsă sau soare la porțile ceangăiești, implicit cultul soarelui. A mai prezentat cultul táltos-ului, precum și vrăjitoria, a cărei prezență documentată se oprește la sfârșitul anilor 1940.
Potrivit lui Sántha, folcloristul a reușit să culeagă mai multe elemente mitologice decât János Arany în teritoriul Regatului Ungariei cu circa 150 de ani înainte.
Autorul s-a exprimat și asupra situației literaturii în limba maghiară care nu poate pătrunde în Moldova pe fondul cunoașterii limbii de către puțini oameni în prezent, indicând ca excepții de autori care au publicat și în limba română pentru ceangăii din Moldova pe Ferenc Pozsony⁠(hu)[traduceți] și Vilmos Tánczos. Duma a declarat că a existat o inițiativă limitată din partea națiunii și implicit mediului academic maghiar intracarpatic de a face cunoscute lucrările, în limba română. În privința identității naționale, acesta a menționat că unii locuitori sunt conștienți că românii și Biserica Romano-Catolică din România nu acceptă deschis populația în mod dezinteresat, fiind un proces determinat politic și manifestat prin publicarea semnificativă a unor lucrări despre românitatea ceangăilor. Pe de altă parte, o parte semnificativă a locuitorilor nu știe ce tip de gândire să accepte. Pentru acesta, fenomenul nu se poate numi atât de mult drept opresiune de stat, cât o mentalitate învechită.
Volumul de poezii Csánglia conține poezii mai recente ale autorului, care, probabil după spiritul vremii, sunt mai puțin tragice decât precedentele.
Din anul 2011 a fost declarat cetățean al Republicii Ungaria.

## Premii și distincții
- Laureat al Premiului Bocskai de către Asociația Bocskai (în maghiară Bocskai Szövetség)[16] pentru „slujirea națiunii maghiare, inclusiv maghiarii transilvăneni, într-un mod remarcabil” (Salonta,[17] 15–16 iulie 2000[18])
- Ordinul de Merit al Ungariei în grad de cavaler⁠(d) (în maghiară A Magyar Érdemrend lovagkeresztje) pentru „activitatea sa de promovare a comunității maghiare ceangăiești în țara natală, precum și pentru cercetarea și promovarea culturii și credințelor acesteia”[19][10] (Miercurea Ciuc, 15 martie 2018)[10]

## Lucrări
- Mi magunkról (revistă, 1997–)
- Én országom Moldova (poezii), Hargita Kiadó, Miercurea Ciuc, 2000
- Csángó mitológia, Havas Kiadó, Târgu Secuiesc, 2005, 2007, ISBN: 9789738829435
- Szeret, Klézse... (avagy:) „Innet nem menek ha éppen kergetnek” (film), 2005
- Csánglia (poezii), Zelegor Kiadó, Târgu Secuiesc, 2010, ISBN: 9789738829466